# Nhân cách hóa quốc gia
 Nhân cách hóa quốc gia là sự nhân hóa hình tượng của một cộng đồng hay thành viên trong đó; nó có thể xuất hiện cả hoạt hình chính trị và tuyên truyền.
| Quốc gia                         | Hình ảnh                                                     | Nhân cách hóa |
| -------------------------------- | ------------------------------------------------------------ | --- |
| Albania                          |                                                              | Mẹ Albania (tượng) |
| Argentina                        |                                                              | Effigy of the Republic/Liberty/Progress/Fatherland, Gaucho |
| Armenia                          |                                                              | Mẹ Armenia (Mayr Hayastan; lit. "Mẹ Hayastan") |
| Australia                        |                                                              | Little Boy from Manly |
| Brazil                           |                                                              | Efígie da República; the Bandeirante (chỉ ở Bang São Paulo); Candango (ở Brasília) |
| Belarus                          |                                                              | Rus, |
| Bulgaria                         |                                                              | Mẹ Bulgaria, |
| Cambodia                         |                                                              | Preah Thong và Neang Neak |
| Canada                           |                                                              | Mountie, Johnny Canuck, Le Vieux de '37 (French Canada), Adam Dollard des Ormeaux, Mẹ Canada (ở Vimy Memorial) |
| Chile                            |                                                              | El Roto, El Huaso, La Carmela, Doña Juanita |
| Trung Quốc                       |                                                              | Rồng Trung Hoa |
| Czech Republic                   | Tập tin:Svejk 01.png                                         | Švejk (literary character), Jára Cimrman, Hloupý Honza, Jan Žižka, Praotec Čech (Forefather Czech), Čechie Lưu trữ ngày 2 tháng 10 năm 2013 tại Wayback Machine, Quốc huy Cộng hòa Séc.                                         |
| Denmark                          |                                                              | Holger Danske |
| Dominican Republic               |                                                              | Yania Tierra |
| Egypt                            |                                                              | Mẹ Thế giới (Om El Donia) |
| England                          |                                                              | John Bull |
| Europe                           |                                                              | Europa hoặc Europa regina |
| Finland                          |                                                              | Trinh nữ Phần Lan (Suomi-neito) |
| Pháp                             |                                                              | Marianne, Gà trống Gô-loa |
| Georgia                          |                                                              | Georgia: Thánh George, Kartlis Deda ("Mẹ Georgia") |
| Đức                              |                                                              | Germany: Germania, Arminius (Hermann der Cherusker), Deutscher Michel Bavaria: Bavaria, Berlin: Berolina, Brunswick: Brunonia, Franconia: Franconia, Hamburg: Hammonia, Prussia: Borussia, Palatinate: Palatia, Saxony: Saxonia |
| Greece                           |                                                              | Athena, "Greece" of Delacroix |
| Haiti                            |                                                              | Ezili Dantor |
| Iceland                          |                                                              | Lady of the Mountains (Fjallkonan) |
| India                            |                                                              | Bharat Mata ("Mẹ Ấn Độ"), trước đây là nữ thần Durga |
| Indonesia                        |                                                              | Ibu Pertiwi |
| Iran                             |                                                              | Cyrus the Great |
| Ireland                          | Tập tin:Edmund Dwyer Gray UnitedIrelandCartoon April1888.png | Ériu, Banba, Fodla, Kathleen Ni Houlihan, Hibernia, Granuaile, Scotia, |
| Israel                           |                                                              | Srulik, King David |
| Italy                            |                                                              | Italia Turrita |
| Nhật Bản                         |                                                              | Amaterasu Omikami, Samurai |
| Hàn Quốc                         |                                                              | Dangun (Đàn Quân) |
| Macedonia                        | Mẹ Macedonia,                                                | |
| Malta                            |                                                              | Melita |
| Mexico                           |                                                              | El Charro, La China Poblana, el Pelado. |
| Hà Lan                           |                                                              | Hans Brinker (outside the Netherlands), De Leeuw van Oranje, de Nederlandse Maagd` ("Netherlands Maiden"/Trinh nữ Hà Lan), (Zeeland: Zeeuws Meisje)                                                                             |
| Bản mẫu:Country data New England |                                                              | Brother Jonathan, Pine tree, Puritan |
| New Zealand                      |                                                              | Kiwi, Zealandia, Southern man (for the South Island) |
| Norway                           |                                                              | Ola Nordmann, Kari Nordmann, hist. Nór |
| Pakistan                         |                                                              | Pak Watan is a national personification and a term of endearment for Pakistan. |
| Palestine                        |                                                              | Handala |
| Peru                             |                                                              | The chalán, La Madre Patria |
| Philippines                      |                                                              | Juan dela Cruz, Maria Clara, Filipinas, Luzviminda, Lapu-Lapu |
| Poland                           |                                                              | Polonia, Lech, |
| Bồ Đào Nha                       |                                                              | Zé Povinho, Eu nacional (National Self), Lusitania, República, Rooster of Barcelos, Guardian Angel of Portugal |
| Nga                              |                                                              | Mẹ Tổ quốc/Mother Russia/Mother Motherland, Rus, |
| Scotland                         |                                                              | Caledonia, Jock Tamson, Scotia, |
| Serbia                           |                                                              | Prince Marko, Kosovo Maiden, |
| Singapore                        |                                                              | The Merlion |
| Slovakia                         |                                                              | Jánošík |
| Slovenia                         |                                                              | Kranjski Janez ("John từ Carniola", Peter Klepec |
| Tây Ban Nha                      |                                                              | Hispania |
| Thụy Điển                        |                                                              | Mẹ Svea, Hổ Thụy Điển (En svensk tiger) |
| Thụy Sĩ                          |                                                              | Helvetia |
| Turkey                           |                                                              | Anatolia |
| Ukraine                          |                                                              | Cossack Mamay, Rus |
| United Kingdom                   |                                                              | Britannia, John Bull, Sư tử, Bulldog |
| Hoa Kỳ                           |                                                              | Chú Sam (nhân cách hóa chính phủ), Nữ thần Tự do, Columbia, Johnny Rebel (Miền Nam, ít dùng), Billy Yank (Miền Bắc, ít dùng) |
| Wales                            |                                                              | Dame Wales, Deffroad Cymru, the Awakening of Wales |